# De la 9 la 5
De la 9 la 5 (titlul original: în engleză Nine to Five) este un film de comedie american, realizat în 1980 de regizorul Colin Higgins, protagoniști fiind actorii Jane Fonda, Lily Tomlin, Dolly Parton și Dabney Coleman. 
După filmul Imperiul contraatacă, a fost al doilea film cu cel mai mare succes comercial din anul 1980.

## Conținut
Judy Bernly, Violet Newstead și Doralee Rhodes lucrează la compania Consolidated, unde suferă sub despoticul lor șef Franklin M. Hart Jr. Hart îi minte pe colegii săi că s-a culcat cu Rhodos care era căsătorită, ceea ce a declanșat să circule o mulțime de zvonuri. După o ceartă cu el, cele trei femei se întâlnesc și visează să-l omoare pe Hart. În timp ce soția șefului se află într-o călătorie, îl răpesc și îl țin închis în casa lui. Între timp, ele aranjează biroul să arate mai prietenos. Schimbările aduc o creștere a productivității, pe care președintele Russell Tinsworthy o remarcă imediat. Tinsworthy îi acordă lui Hart ca recompensă, conducerea unui proiect în Brazilia. Ca urmare, Violet Newstead primește slujba lui Hart. Judi Bernly se căsătorește și renunță la slujbă, Rhodes devine cântăreață de country iar Hart este răpit în Brazilia de „băștinași”.

## Distribuție
- Jane Fonda – Judy Bernly
- Lily Tomlin – Violet Newstead
- Dolly Parton – Doralee Rhodes

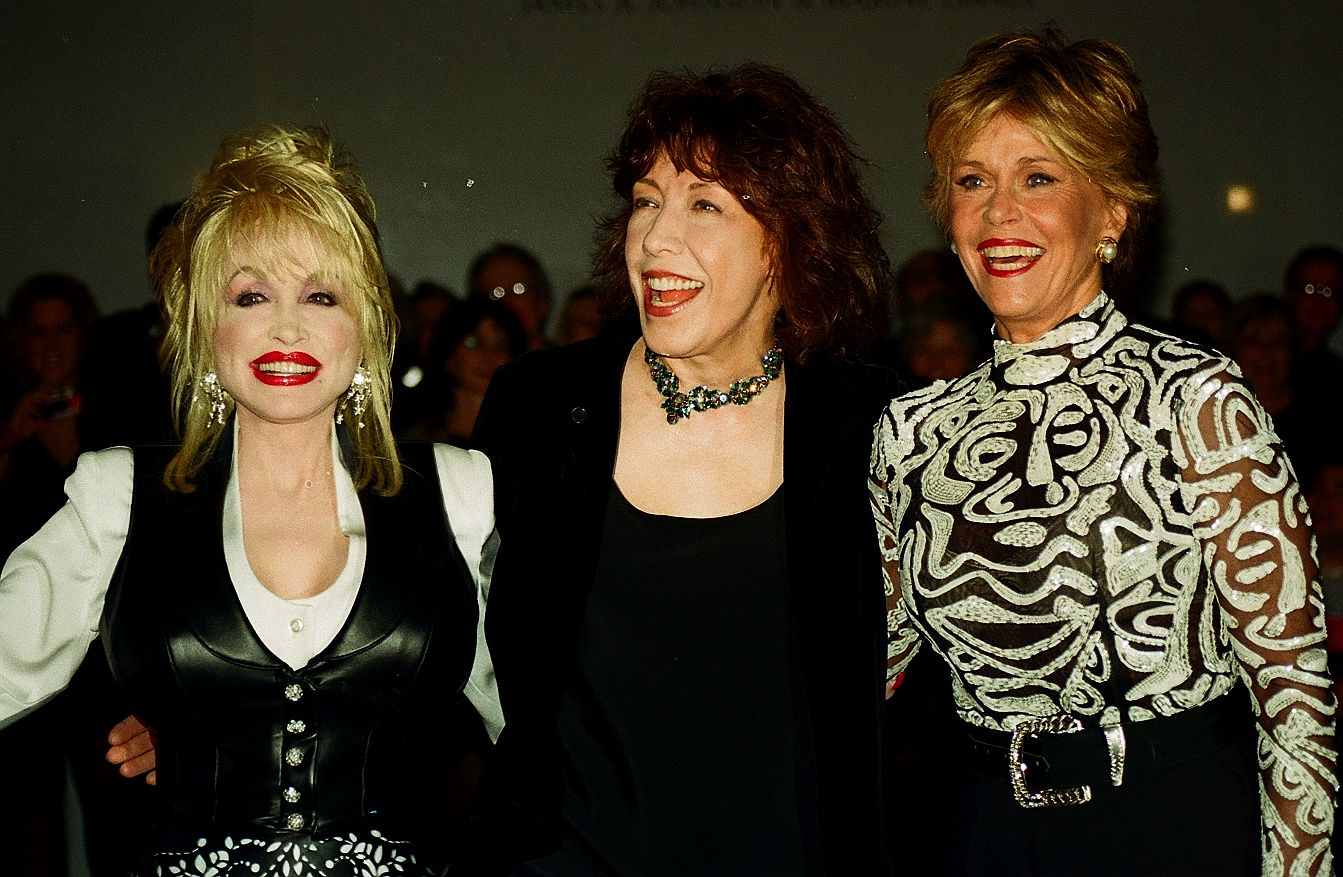
Parton, Tomlin, și Fonda în 2000

- Dabney Coleman – Franklin M. Hart Jr.
- Elizabeth Wilson – Roz Keith
- Lawrence Pressman – Dick
- Norma Donaldson – Betty
- Michael DeLano – polițistul motociclist
- Sterling Hayden – Russell Tinsworthy
- Henry Jones – Hinkle
- Marian Mercer – Missy Hart
- Renn Woods – Barbara
- Peggy Pope – Margaret
- Richard Stahl – Meade
- Ray Vitte – Eddie
- Roxanna Bonilla-Giannini – Maria Delgado

## Coloana sonoră
Toate melodiile sunt scrise și compuse de Charles Fox, exceptând cele notate. 
| Nr. | Titlu                                                             | Lungime |  |
| 1.  | „9 to 5” (Titlu principal – vocal) (interpretată de Dolly Parton) | 2:42    |  |
| 2.  | „Violet Steals Body”                                              | 3:35    |  |
| 3.  | „Office Montage”                                                  | 2:53    |  |
| 4.  | „Judy's Fantasy”                                                  | 2:20    |  |
| 5.  | „Hart Tries to Escape”                                            | 2:14    |  |
| 6.  | „Pillow Fight”                                                    | 2:03    |  |
| 7.  | „Violet's Fantasy”                                                | 4:25    |  |
| 8.  | „Easy Time”                                                       | 1:50    |  |
| 9.  | „Dora Lee's Fantasy”                                              | 2:06    |  |
| 10. | „Violet's Poisoned the Boss”                                      | 2:29    |  |
| 11. | „Ajax Warehouse”                                                  | 2:23    |  |
| 12. | „The Intruder”                                                    | 1:39    |  |
| 13. | „Charlie's Bar”                                                   | 1:49    |  |
| 14. | „9 to 5” (End Title – Vocal) (interpretată de Dolly Parton)       | 2:28    |  |

## Premii și nominalizări
Premii
- 1981 Premiile Grammy – Premiul Grammy pentru cel mai bun cântec country – "9 to 5"[2]
- 1981 Premiile Grammy – Premiul Grammy pentru cea mai bună interpretare country solo feminin – "9 to 5"[2]

Nominalizări
- 1981 Premiile Oscar – Cea mai bună melodie originală: „9 to 5”
- 1981 Premiile Globul de Aur:
  - Cea mai bună actriță (muzical/comedie): Dolly Parton
  - Cea mai bună actriță debutantă: Dolly Parton
- 1981 Sindicatul Scenariștilor Americani – Cel mai bun scenariu: Patricia Resnick și Colin Higgins
- 1982 Premiile Grammy – Best Score Soundtrack for Visual Media|Cea mai bună coloană sonoră]]